# Барилов, Дмитрий Иванович
Дмитрий Иванович Барилов (1913—1981) — участник Великой Отечественной войны, советский пилот ГВФ; родоначальник известной в «Аэрофлоте» династии пилотов гражданской авиации.

## Биография
Родился в 1913 году на железнодорожной станции Куберле, ныне Ростовской области, в крестьянской семье.
В 16 лет добровольцем вступил в Красную армию. Служил в кавалерийских частях. В начале 1930-х годов по комсомольской путёвке поступил в Оренбургскую школу лётчиков-наблюдателей, по окончании которой служил в одной из авиационных частей Черноморского флота. Решив стать пилотом, поступил в Батайское лётное училище ГВФ. В июне 1941 года снова был призван в армию и направлен на Северный флот, в Архангельск, где летал на самолёте-амфибии «Ш-2», обеспечивая провод караванов судов союзников.
Участник Великой Отечественной войны, был лётчиком 1-й АТД (впоследствии 10-й гвардейской авиадивизии), старший лейтенант. В 1942 году был отозван с фронта и направлен в Ульяновскую школу лётной подготовки на переучивание. За короткое время, освоив полёты на самолёте «Ли-2», как один из лучших пилотов, получил назначение в состав 10-й гвардейской авиатранспортной дивизии ГВФ. Выполнил более 360 боевых вылетов в глубокий тыл противника.
В конце войны был прикомандирован к штабу Войска Польского. Выполнял задания по доставке оружия и боеприпасов польским партизанам и регулярным частям. Экипажи Абдусамата Тайметовича Тайметова и Дмитрия Ивановича Барилова базировались в Ровно, ими командовал специально назначенный Главным командованием — начальник штаба польского партизанского движения — полковник С. О. Притыцкий.
Демобилизовавшись из армии, Д. И. Барилов был принят на работу в Московскую международную авиагруппу, одним из первых советских лётчиков начал выполнять международные полёты в страны Восточной Европы. Несколько лет проработал в Болгарии, готовя для этой страны лётные кадры. Затем вернулся в Москву. В 1953 году был командирован в ГДР, где проработал четыре года, подготовив для молодого государства большое число пилотов гражданской авиации.
Некоторое время работал в Волгоградском объединённом авиаотряде.
В числе первых начал выполнять полёты на самолётах «Ил-12», «Ил-14», реактивных «Ту-104» и «Ту-114».
Подготовил более 100 пилотов и командиров воздушных судов. Первым в Гражданской авиации награждён почётным знаком «За безаварийный налет 6 000 000 километров».
Умер в 1981 году.

### Семья
- Отец — Барилов Дмитрий Иванович (1913—1981)
- Жена — Барилова Юлия Ивановна (1914—1999)
  - Сын — Барилов Дмитрий Дмитриевич (род. 1945) — лётчик, освоил полёты на самолётах Як-18, Ту-154, Ил-86, Ил-96. Возглавлял в Аэрофлоте лётный отряд самолётов Ил-96. Пилот 1-го класса. Безаварийно налетал 17 тыс. часов. С 1991—1992 годах — генеральный директор Центрального управления международных воздушных сообщений (ЦУМВС)[5]
  - Сын — Барилов Владимир Дмитриевич (род. 1950) — лётчик, одним из первых в «Аэрофлоте» освоил полёты на зарубежных самолётах Airbus А310 и Boeing 767, Boeing 777. Безаварийно налетал более 20 тыс. часов. Заслуженный пилот Российской Федерации
  - Внук — Слюсаренко Константин Константинович
  - Внучка — Барилова Анна Дмитриевна (род. 1969)
  - Правнук — Фаустов Арсений Михайлович (род. 1992)
  - Внук — Барилов Глеб Владимирович (род. 2000)
  - Внучка — Атаманова (Барилова) Мария Дмитриевна (род. 1983)

## Награды и звания

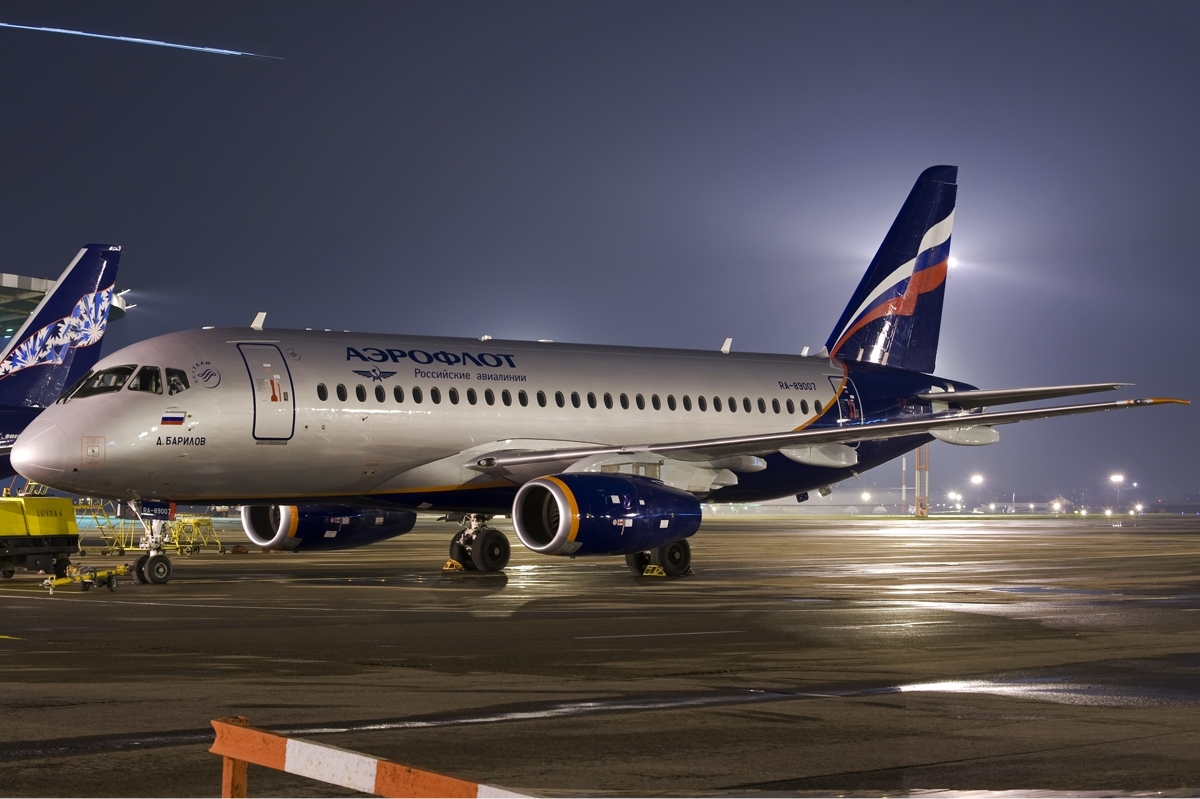
Sukhoi Superjet 100 Аэрофлота RA-96007 «Дмитрий Барилов» (2012—2014)

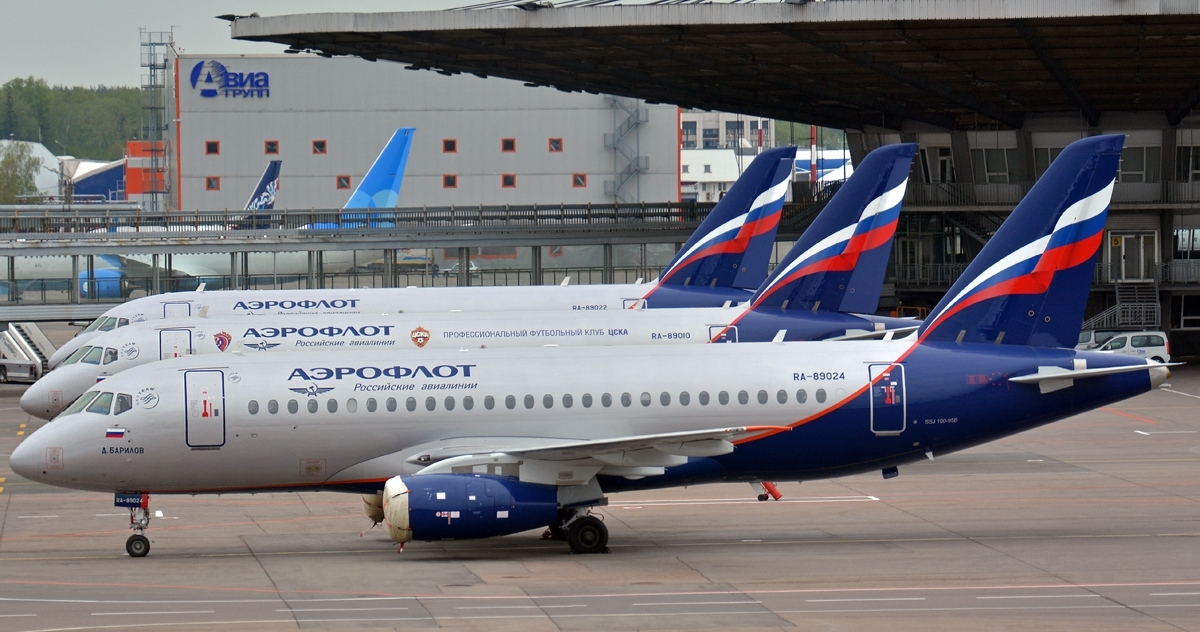
Sukhoi Superjet 100 Аэрофлота RA-89024 «Дмитрий Барилов» (с 2014)

- Награждён орденом Ленина, двумя орденами Красного Знамени, орденом Отечественной войны 2-й степени, двумя орденами Красной Звезды, а также медалями, среди которых медаль «Партизану Отечественной войны» I степени.
- Награждён Орденом Карла Маркса III степени (ГДР) и двумя орденами Республики Польша.
- Заслуженный пилот СССР (1966, знак № 6).
- Почётный знак «За безаварийный налет 6 000 000 километров».

## Интересные факты
- За 44 года работы в авиации Дмитрий Иванович Барилов безаварийно налетал более 28 тысяч часов.
- По стопам отца пошли его сыновья, также ставшие лётчиками.

## Память
- В честь Дмитрия Ивановича назван пятый борт семейства отечественных самолётов «Sukhoi Superjet 100» — RA-89007, поступивший в ОАО «Аэрофлот» в январе 2012 года.[6][7] В ходе плановой замены флота на SSJ100 комплектации FULL данный борт был возвращён «Аэрофлотом» производителю, а имя Д. И. Барилова получил новый самолёт — с регистрационным номером RA-89024, введённый в эксплуатацию в апреле 2014 года[8].